# Сереньга
Сереньга — река в России, протекает в Республике Марий Эл. Устье реки находится в 80 км по левому берегу Буя. Длина реки составляет 11 км.
Исток реки находится в деревне Малое Онучино в 15 км к северо-востоку от посёлка Сернур. Река течёт на юго-восток, протекает деревни Большое Онучино, Соловьёво и Ворошилово. Впадает в Буй в деревне Скрябино рядом с мостом автодороги Йошкар-Ола — Уржум.

## Данные водного реестра
По данным государственного водного реестра России относится к Камскому бассейновому округу, водохозяйственный участок реки — Вятка от города Котельнич до водомерного поста посёлка городского типа Аркуль, речной подбассейн реки — Вятка. Речной бассейн реки — Кама.
По данным геоинформационной системы водохозяйственного районирования территории РФ, подготовленной Федеральным агентством водных ресурсов:
- Код водного объекта в государственном водном реестре — 10010300412111100038140
- Код по гидрологической изученности (ГИ) — 111103814
- Код бассейна — 10.01.03.004
- Номер тома по ГИ — 11
- Выпуск по ГИ — 1